# ジョン・H・クリフォード
ジョン・ヘンリー・クリフォード（英: John Henry Clifford、1809年1月6日 - 1876年1月2日）は、アメリカ合衆国マサチューセッツ州ニューベッドフォード出身の弁護士、政治家である。1850年代の大半は同州の検事総長を務め、3つの異なる政党が政権を支配した間もその職を保持した。ホイッグ党員として第21代マサチューセッツ州知事に当選し、1853年から1854年の1期のみ務めた。マサチューセッツ州で生まれて居らずに州知事になったのは初めてのことだった。
検事総長としてのクリフォードは、19世紀でも最大級に世の話題をさらった裁判である「パークマン・ウェブスター殺人事件」で検察を引っ張ったことで名声を得た。この事件は犠牲者も容疑者もボストン社交界の上流階級の出身であり、有罪とするために初めて法歯学の見解を証拠に使ったものだった。南北戦争の間、クリフォードは北軍を支持し、戦後はアメリカ連合国大統領ジェファーソン・デイヴィスを告発しようとしたが成功しなかった動きに巻き込まれた。後年はボストン・アンド・プロビデンス鉄道の社長を務めた。

## 初期の経歴
ジョン・ヘンリー・クリフォードは1809年1月6日に、ロードアイランド州プロビデンスで生まれた。父はベンジャミン・クリフォード、母はアクサ（旧姓ウェイド）だった。クリフォードはその13人の子供の内、6番目の子だった。1827年、ブラウン大学を卒業し、ニューベッドフォードのティモシー・コフィンとデダムのセロン・メトカーフと共に法律を勉強し、その後ニューベッドフォードで法律実務を始めた。その人生を通じ、時には共同経営者とともに法律実務を続けた。1832年1月16日、クリフォードはサラ・パーカー・アレンと結婚した。この夫妻には5人の子供が生まれた。
1835年、クリフォードはマサチューセッツ州議会下院議員に選ばれ、州法を改定した委員会の委員となった。1836年、州知事エドワード・エヴァレットの補佐官となり、エヴァレットが1839年の選挙で落選するまで務めた。エヴァレットはクリフォードの貢献に応えて1839年に州の南部地区の地区検事にクリフォードを指名した。クリフォードはこの職をその後の10年間務めることになった。この検事在任と同じ時期である1845年にはブリストル郡選出の州上院議員に選ばれた。1849年、ジョージ・N・ブリッグス州知事から州検事総長に指名された。1851年に民主党のジョージ・バウトウェル州知事が就任した後も、その地位を維持した唯一のホイッグ党員となった。バウトウェルはその備忘録で、クリフォードは「良き役人であり、公正な人物だが、人を結論に導くことができる性質に欠けている。これが私にとっては有益な特性だ。彼は課題について捜査し、私に権威と判例を与え、結論は私に任せてくれる。要するに政権党には私が指名したいと考える者がいない。ハレット氏が概して最も支持できる候補者だ。彼は偏見に満ちており、弁護士として指示通りには動かない。これらの点でクリフォードはその対極にある」と説明していた。

## 検事総長と州知事
クリフォードが告発した最初の大きな事件は、ボストン・バラモン（エリート階級）であるジョージ・パークマンが殺された事件だった。19世紀でも最大級に世間を騒がせた事件と言われている。パークマンは1849年11月に失踪し、ハーバード大学の教授ジョン・ホワイト・ウェブスターがその殺人容疑で逮捕された。死体処理の陰惨な方法（完全ではなかった）、死刑に相当するという事実、犠牲者も容疑者も上流階級にあるということが、この事件に大衆の興味を大いに掻き立て、法廷は傍聴者で一杯になった。この事件は実際の死体が無いという事実で複雑になった。パークマン家から雇われていた弁護士ジョージ・ベミスの助けを得て、クリフォードは法歯学の見解を証拠に使い、また強い状況証拠でウェブスターに対する立件につなげた。陪審員は2時間半の検討後に有罪を回答した。その後首席判事のレミュエル・ショーが陪審員に与えた指示に関して多くの議論があったが、ウェブスターは犯行を自白した後で絞首刑に処された。この事件は法学者の間に関心を継続させた。これは被告の弁護人（重大な刑事裁判にかんする経験のない弁護士も含まれていた）が提出された証拠を積極的に議論しておらず、また無罪を証明する可能性のある証拠を提出しなかったことも関係していた。

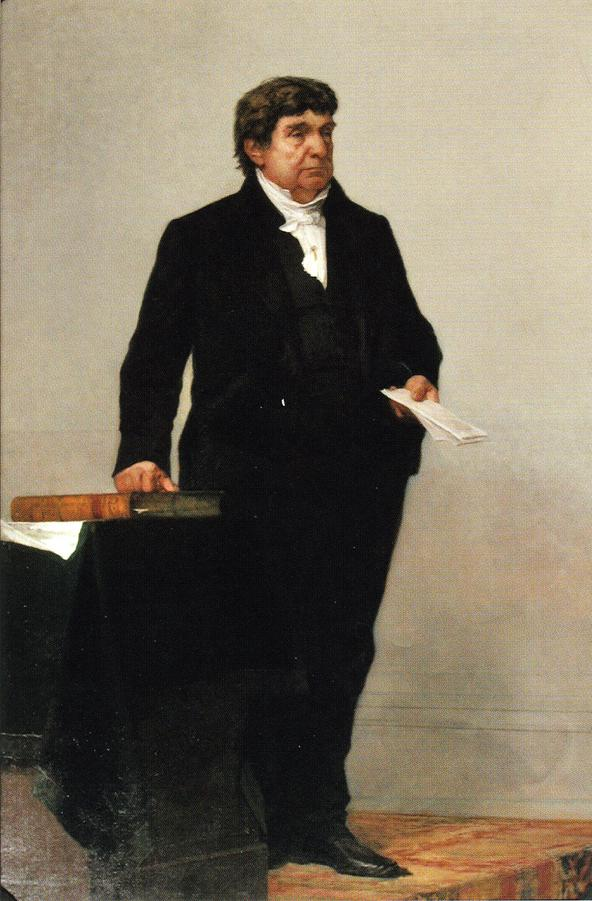
マサチューセッツ州最高司法裁判所首席判事レミュエル・ショー（ウィリアム・モリス・ハントによる肖像画）、パークマン・ウェブスター殺人事件の裁判を行った。クリフォードの友人だった

1852年、州のホイッグ党が、パークマン事件で得られたクリフォードの人気を利用して州知事候補に指名し、クリフォードは渋々ながらそれを受け入れた。選挙レースは難しいものであり、大統領選挙の影響が強く、候補者は禁酒を進める「メイン法」に対する姿勢を示す必要があった。クリフォードはホイッグ党の推薦に加え、メイン法に反対する党からも指名され、対抗馬の一人ホーレス・マンは自由土地党とメイン法擁護派の指名で出馬していた。ホイッグ党は1850年妥協に対する反応で分裂しており、国政選挙（州の選挙の1週間前に行われた）では多くのホイッグ党の票が民主党のフランクリン・ピアースに流れていた。クリフォード、マン、および民主党のヘンリー・W・ビショップが出馬した3人の争いで、クリフォードは投票総数の45%を獲得した。普通選挙では過半数条項がまだ有効であり、最終判断は州上院に委ねられ、クリフォードがビショップに対して29票対4票で当選した。ただし、ホイッグ党の一派はクリフォードを支持するのと引き換えにアメリカ合衆国上院議員ジョン・デイビスの交代を要求した。
クリフォードは州知事を1期1年のみ務めた後、弁護士として働くことを好み、再選を求めて出馬しないことにした。その後継者であるエモリー・ウォシュバーンが再度クリフォードを検事総長に指名したので、1854年から1858年まで務めることになった。この任期中にはノウ・ナッシング党の州知事ヘンリー・J・ガードナーの政権である時期もあった。ガードナーはノウ・ナッシングの出現以前は政治的にホイッグ党支持者であり、クリフォードを検事総長に据えたままにした。この二人はノウ・ナッシングの反移民法や極端な改革提案の幾つかについて対立した。ガードナーの就任中（1855年-1858年）、マサチューセッツ州憲法が改定されたので、検事総長は指名職ではなく選挙で選ばれる職に変わった。1858年の選挙ではクリフォードの後任としてスティーブン・ヘンリー・フィリップスが当選した。

## その後の政治と法律関連の仕事

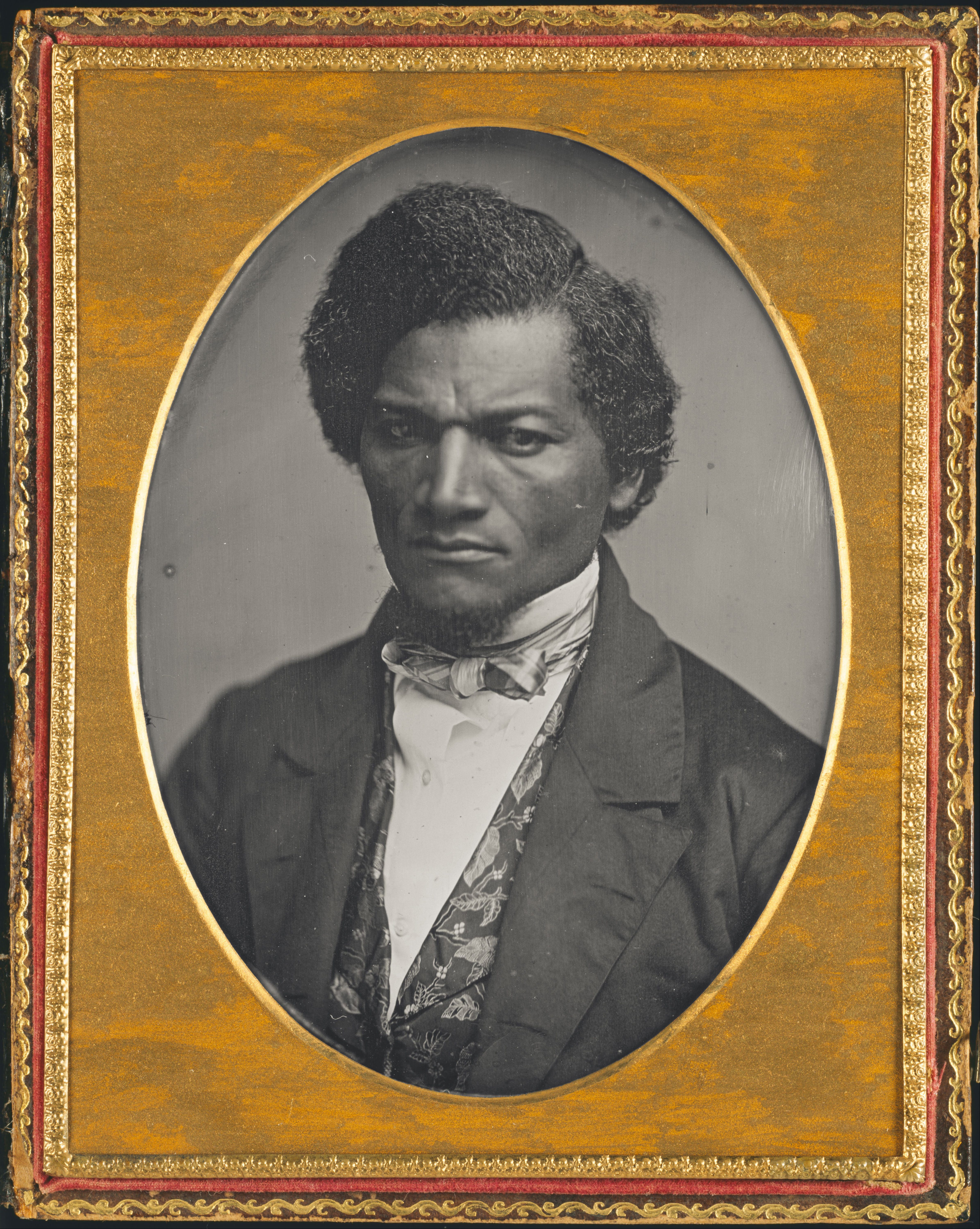
フレデリック・ダグラス、1850年ごろのダゲレオタイプ写真

1859年、マサチューセッツ州は200年来続いていたロードアイランド州との境界問題の最終段階と考えられるもので、クリフォードをフィリップスの支援を行う者として雇用した。フィリップスとクリフォードは1861年1月にワシントンD.C.に旅し、アメリカ合衆国最高裁判所に出廷した。当時は、南部と北部の間の緊張関係が異常なほど高まっているときであり、アメリカ合衆国司法長官エドウィン・スタントンが、ワシントンは反乱軍に攻撃されるかもしれないという懸念を表明した。2人がマサチューセッツ州知事ジョン・アルビオン・アンドルーに送った手紙は、アンドルーをして南北戦争のために志願兵の組織化を始めさせる警告の１つとなった。
クリフォードはホイッグ党の他の保守派と同様に、政治的に奴隷制度廃止運動には反対していた。元奴隷のフレデリック・ダグラスから「奴隷制度擁護派」であり、「ブリストル郡で最も貴族的な紳士」と表現されていた。しかし、一旦南北戦争が勃発すると北軍を支持し、マサチューセッツ州が戦争に参加することを支持した。1862年、共和党に反対して反奴隷制度廃止党を結成する呼びかけに応じた。その「人民党」は主に1860年の北部支持立憲連合党を支持した人々によって結成され、エイブラハム・リンカーン大統領の奴隷解放宣言予告が9月に発せられたために、注目を集めることができなかった。クリフォードは同年の選挙で州上院議員に選ばれ、その議長を務めた。クリフォードは1864年のリンカーン再選を支持した。1868年には大統領選挙人に選ばれ、ユリシーズ・グラントに1票を投じた。
1865年、クリフォードは元アメリカ連合国大統領ジェファーソン・デイヴィスを告発するための特別委員の1人に選ばれた。デイヴィスは反逆罪で告発されたが、4年間にわたる政治と法の論争の後で、様々な理由により告訴は取り下げられた。クリフォードは、1866年にバージニア州でデイヴィスを告発する難しさに関する論争に参加し、基本的に陪審員の意見を固めない限り、ある意味で戦争の結果をひっくり返すことになるバージニア陪審員の臆病な結論に至ることになったと述べた。クリフォードは1866年7月にその任務を辞した。

## 晩年

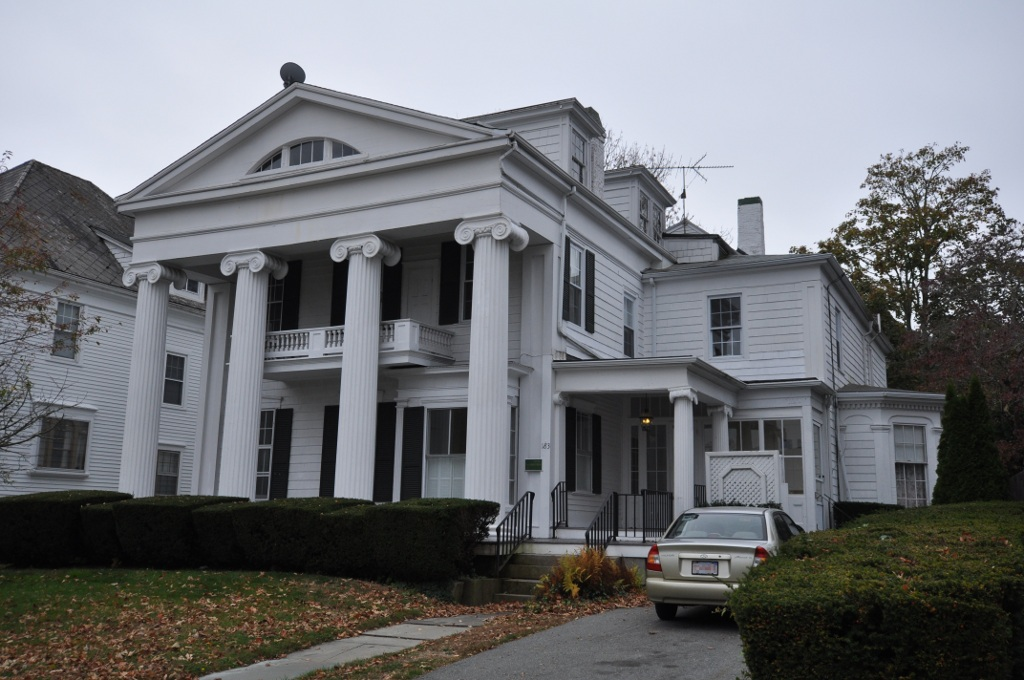
ニューベッドフォードのクリフォードの家屋

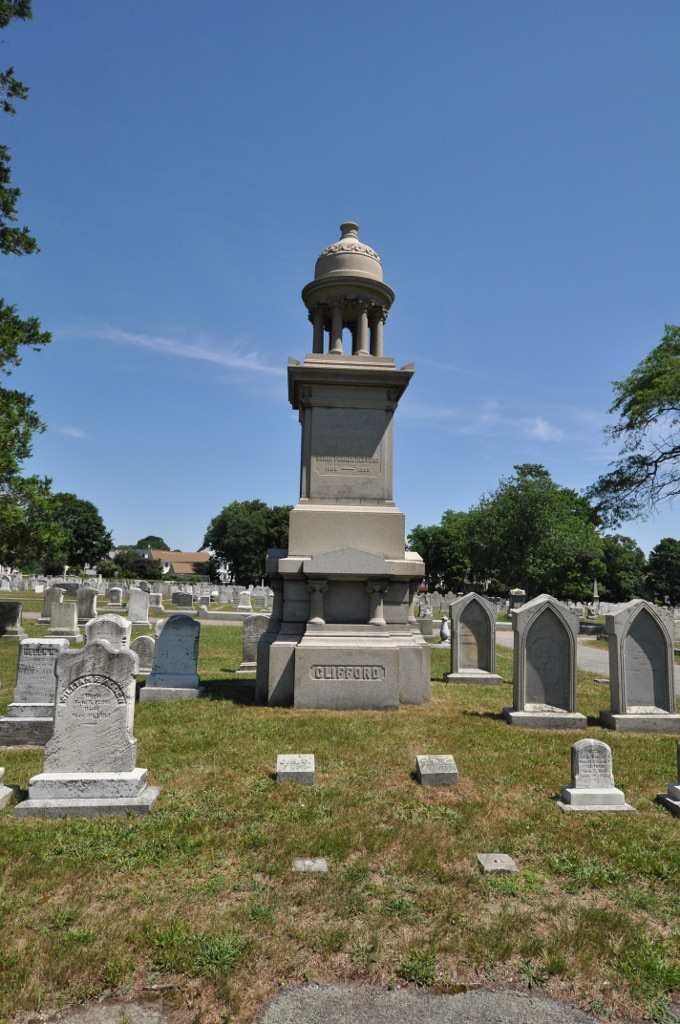
ルーラル墓地にあるクリフォードの墓標

1867年、クリフォードは法律の実務から引退し、ボストン・アンド・プロビデンス鉄道の社長になった.。その社長である間に、ボストンのパークスクエアに新しい終着駅を建設した。1849年にブラウン大学から法学博士号を受けており、1853年にはアマースト大学とハーバード大学からも受けた。ハーバード大学監督委員会の議長を数年間務めた。南北戦争後、ジョージ・ピーボディからピーボディ教育財団信託委員に指名され、戦後の南部で教育資源を建設する慈善事業を行った。その後駐ロシア大使や駐オスマン帝国大使などヨーロッパの多くの外交官任務を提案されたが、これらは辞退した。1873年と1875年、衰える健康を改善するために温かい気候の地に旅した。
1875年、クリフォードは漁業に関してイギリスとの1871年ワシントン条約を実行する外交任務に指名された。しかし、中立の第三者委員を選出する困難さのために遅れが生じ、その任務に就くことはできなかった。クリフォードは短期間心臓病で寝込んだ後、1876年1月2日にニューベッドフォードの自宅で死んだ。同市のルーラル墓地に埋葬された。クリフォードのギリシャ復古調邸宅は現在もニューベッドフォードのオーチャード通りに立っており、郡道歴史地区の一角になっている。

## クリフォードとメルヴィル
クリフォードは最高司法裁判所長官のレミュエル・ショーと友好的な関係を維持していたが、ショーは作家のハーマン・メルヴィルの義父だった。クリフォードとメルヴィルは多くの機会に顔を合わせており、特に1852年夏にナンタケットでの出会いが特筆される。このときクリフォードは以前に担当した事件の1つについてメルヴィルに語って聞かせた。メルヴィルは後にクリフォードに手紙を書き、さらなる詳細を尋ねたので、クリフォードはその事件の記事をメルヴィルに送った。メルヴィルはこの題材を使って『十字架の島』を書きあげたが、出版されることはなかった。